# مقاطعة آيل أوف وايت (فيرجينيا)
 مقاطعة آيل أوف وايت  (بالإنجليزية:  Isle of Wight County)‏ هي إحدى المقاطعات في ولاية فيرجينيا في الولايات المتحدة الأمريكية.

## أعلام
- أرشيبالد أتكينسون
- جون جورج
- جوزيه باركر
- صموئيل هاردي